# 아시안 투어
아시안 투어(영어: Asian Tour)는 일본을 제외한 아시아의 골프 대회를 총괄하는 단체이자 이 단체가 운영하는 투어 대회이다. 본부는 싱가포르에 있으며, 1994년부터 개최되고 있다.